# Bistum Le Puy-en-Velay
Das Bistum Le Puy-en-Velay (lateinisch Dioecesis Aniciensis, französisch Diocèse du Puy-en-Velay) ist ein Bistum der römisch-katholischen Kirche in Frankreich, das sich über das Gebiet des Départements Haute-Loire erstreckt. Bischofssitz ist Le Puy-en-Velay.

## Geschichte
Das Bistum von Le Puy wird bereits im 4. Jahrhundert erwähnt. Bekannteste Amtsinhaber waren Godeschalk (935–955), der im Jahre 951 eine Pilgerreise nach Santiago de Compostela unternahm, und Adhemar de Monteil (1085–1098), der geistliche Führer des ersten Kreuzzugs. Zu erwähnen sind auch Bernard de Castanet (1308–1317), Durandus von St. Pourçain (1318–1326) und Jean de Bourbon (1443–1485). Im Zuge des Konkordats von 1801 zwischen dem napoleonischen Frankreich und dem Heiligen Stuhl wurde das Bistum Le Puy aufgehoben, aber im Jahr 1817 wiederbelebt. Seit 2002 ist es Suffraganbistum des Erzbistums Clermont.

## Weblinks

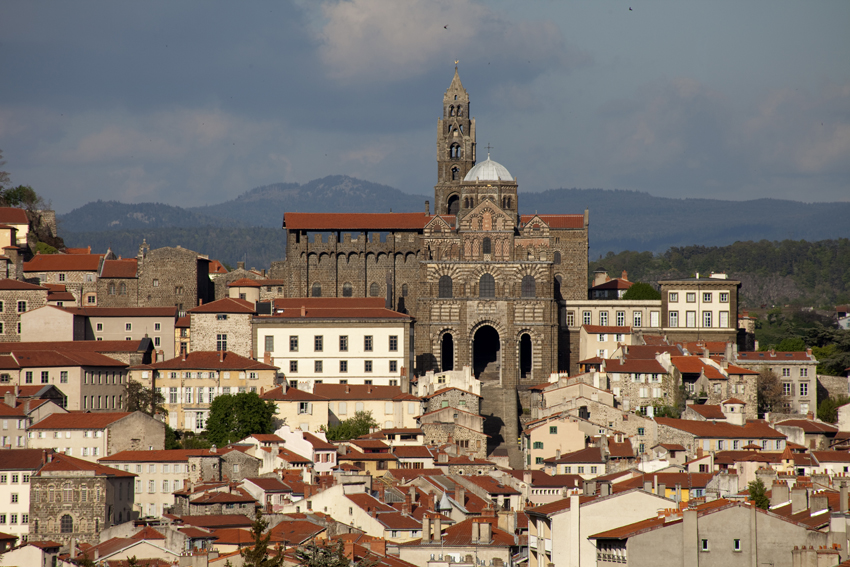
Kathedrale Notre Dame